# JC Chasez
Joshua Scott Chasez, plus connu sous le nom de JC Chasez, né le 8 août 1976, est un chanteur, compositeur et producteur de musique américain. Il a notamment été membre du groupe *NSYNC et juge dans l'émission America's Best Dance Crew.

## Discographie

### Avec NSYNC
- 1999 : NSYNC
- 2000 : No Strings Attached
- 2001 : Celebrity

### En solo
- 2004 : Schizophrenic

## Filmographie

### Films
- 2002 : Longshot de Lionel C. Martin : employé de pizzeria
- 2008 : Killer Movie de Jeff Fisher : Ted Buckley
- 2009 : 21 and a Wake-Up de Chris McIntyre : Dr. Tom Drury
- 2014 : Red Sky de Mario Van Peebles : Alex Cruise
- 2017 : Opening Night de Isaac Rentz : lui-même

### Télévision

#### Séries télévisées
- 2001 : Les Simpson (The Simpsons) : lui-même (saison 12, épisode 14)
- 2002 : Ce que j'aime chez toi (What I Like About You) : lui-même (saison 1, épisode 2)
- 2003 : Greetings from Tucson : Jay Dugray (saison 1, épisode 18)
- 2005 : Quoi d'neuf Scooby-Doo ? (What's New, Scooby-Doo?) : lui-même (saison 3, épisode 3)
- 2006 : Ghost Whisperer : Samson (saison 2, épisode 9)
- 2008 : Las Vegas (saison 5, épisode 12)

#### Émissions
- 1991-1996 : The Mickey Mouse Club (The All-New Mickey Mouse Club) : lui-même (saisons 4 à 7)
- 2000 : Saturday Night Live : invité avec son groupe de musique
- 2008-2012 : America's Best Dance Crew : juge